# Reggenza di Konawe Settentrionale
La reggenza di Konawe Settentrionale (in indonesiano: Kabupaten Konawe Utara) è una reggenza dell'Indonesia, situata nella provincia di Sulawesi Sudorientale.